# Aleuroplatus bignoniae
Aleuroplatus bignoniae là một loài côn trùng cánh nửa trong họ Aleyrodidae, phân họ Aleyrodinae.
Aleuroplatus bignoniae được Russell miêu tả khoa học đầu tiên năm 1944.